# Rhytachne gonzalezii
Rhytachne gonzalezii är en gräsart som beskrevs av Gerrit Davidse. Rhytachne gonzalezii ingår i släktet Rhytachne och familjen gräs. Inga underarter finns listade i Catalogue of Life.